# فالدارلی
فالدارلی (به لاتین: Faldarlı) یک منطقه مسکونی در جمهوری آذربایجان است که در شهرستان زاقاتالا واقع شده است. فالدارلی ۱۷۶۷ نفر جمعیت دارد.